# Großer Preis von Spanien 2007
Der Große Preis von Spanien 2007 (offiziell Formula 1 Gran Premio de España Telefónica 2007) fand am 13. Mai auf dem Circuit de Catalunya in Montmeló statt und war das vierte Rennen der Formel-1-Weltmeisterschaft 2007.

## Berichte

### Hintergrund
Nach dem Großen Preis von Bahrain führten Fernando Alonso, Kimi Räikkonen und Lewis Hamilton die Fahrerwertung punktgleich mit jeweils 22 Punkten an. In der Konstrukteurswertung führte McLaren-Mercedes mit fünf vor Ferrari und mit 26 Punkten vor BMW Sauber.

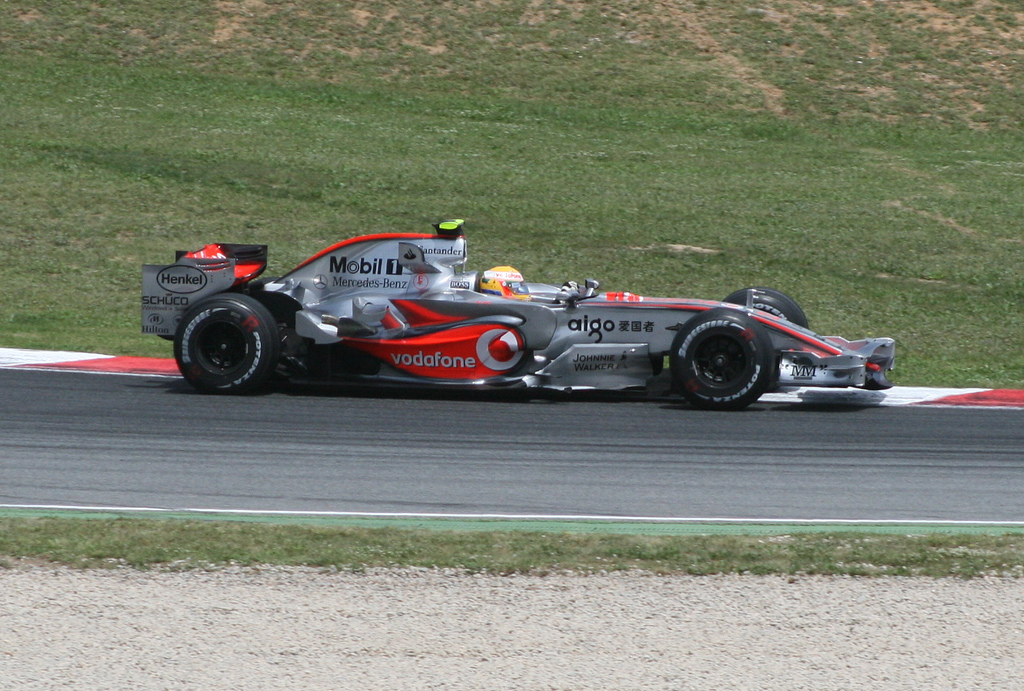
Lewis Hamilton übernahm mit dem zweiten Platz erstmals in seiner Karriere die Führung in der Fahrerwertung ohne dabei einen Grand-Prix-Sieg errungen zu haben

Mit Alonso und Räikkönen (jeweils einmal) traten zwei ehemalige Sieger zu diesem Grand Prix an.

### Training
Im ersten freien Training fuhr Hamilton mit 1:21,880 Minuten die schnellste Runde vor Alonso und Räikkönen.
Im zweiten freien Training war Alonso Schnellster mit 1:21,397 Minuten, gefolgt von Giancarlo Fisichella und Heikki Kovalainen.
Das dritte freie Training gewann dann wieder Hamilton mit 1:21,233 Minuten. Zweiter wurde Alonso, Dritter Robert Kubica.

### Qualifying
Das Qualifying bestand aus drei Teilen mit einer Nettolaufzeit von 45 Minuten. Im ersten Qualifying-Segment (Q1) hatten die Fahrer 18 Minuten Zeit, um sich für das Rennen zu qualifizieren. Alle Fahrer, die im ersten Abschnitt eine Zeit erzielten, die maximal 107 Prozent der schnellsten Rundenzeit betrug, qualifizierten sich für den Grand Prix. Die besten 16 Fahrer erreichten den nächsten Teil. Hamilton fuhr mit 1:21,120 Minuten die beste Rundenzeit. Ralf Schumacher, Alexander Wurz, Mark Webber, beide Spyker und Scott Speed schieden aus.
Im zweiten Qualifikationsabschnitt (Q2) war dann Massa mit 1:20,597 Minuten Schnellster. Nico Rosberg, beide Honda, beide Super Aguri und Vitantonio Liuzzi schieden aus.
Im letzten Qualifikationsabschnitt (Q3) fuhr Massa mit 1:21,421 Minuten wiederum schnellste Runde und sicherte sich seine sechste Pole-Position. Zweiter wurde Alonso vor Räikkönen.

### Rennen
Der erste Start wurde abgebrochen, als Toyota-Fahrer Jarno Trulli in der Startaufstellung stehen blieb, was eine weitere Einführungsrunde erzwang und die Renndauer auf 65 Runden verkürzte. Trulli musste zudem aus der Boxengasse starten.
Da die ersten vier im Training sehr eng beieinander lagen, wurde ein großer Kampf erwartet. Die Erwartungen wurden zu Beginn nicht enttäuscht, als Massa gut wegkam, aber Alonso ihm folgte und es schaffte, in der ersten Kurve neben ihn zu fahren: Der Spanier lag sogar leicht vorne, aber der Brasilianer hielt so hart dagegen, dass Alonso auf den Rasen ausweichen musste und am Ende von Hamilton und Räikkönen überholt wurde. In der ersten Runde schied der Österreicher Wurz als erster von acht aus, als er vom Toyota-Fahrer Schumacher überrascht wurde, der plötzlich bremste, um Giancarlo Fisichella auszuweichen, während der Italiener nach einem kleinen Ausrutscher auf die Strecke zurückkehrte. Sechs Runden später, als Massa einen Vorsprung vor Hamilton ausbaute, schied der australische Red-Bull-Fahrer Webber aus, als die Hydraulikprobleme, die ihn während des Qualifyings geplagt hatten, wieder auftraten. Eine Runde später fuhr Trulli ebenfalls an die Box und schied wegen einer defekten Kraftstoffleitung aus.
Alonso versuchte derweil sich sofort zu erholen und griff Räikkönen in der zweiten Runde an, allerdings erfolglos. Alonso sollte die Position dann sieben Runden später doch erobern, da Räikkönen wegen eines Problems mit der Elektrik aufgeben musste. Inzwischen hatte Massa seine Führung ausgebaut und lag nach zehn Runden 6,7 Sekunden vor Hamilton und 10,7 Sekunden vor Alonso. Der Brasilianer war der Einzige, der die 1:23-Minuten-Grenze konstant unterschreiten konnte und baute seine Führung daher so weit aus, dass er in Runde 19, drei vor Hamilton, an die Box kam und bequem vor dem Engländer blieb. In der 24. Runde kam Heidfeld zum ersten Stopp, nachdem er das Rennen einige Runden lang angeführt hatte, startete erneut, ohne dass der vordere rechte Reifen fixiert war und musste eine Runde mit niedriger Geschwindigkeit absolvieren, wobei er nach hinten durchgereicht wurde.
Im Rennen passiert nichts mehr und die Positionen blieben bis zum Schluss besetzt. Massa gewann unter den Augen seines Mentors Michael Schumacher und legitimierte damit seine Erbambitionen. Massa gewann das zweite Rennen in Folge und sein viertes insgesamt. Hamilton brach weiterhin Rekorde, indem er zum vierten Mal in Folge auf das Podium fuhr. Lokalmatador Alonso wurde Dritter. Kubica wurde Vierter. Coulthard bestätigte den Fortschritt von Red Bull, indem er sich in der Schlussphase dem Druck von Rosberg und Kovalainen widersetzte und Fünfter wurde. Dank des achten Platzes von Takuma Satō eroberte das Super-Aguri-Team auch den ersten Punkt seiner Geschichte.
In der Fahrerwertung übernahm Hamilton die Führung vor Alonso und Massa. Kurioserweise hatte Hamilton zu diesem Zeitpunkt noch kein Rennen gewonnen. In der Konstrukteurswertung blieben die ersten drei Positionen unverändert.

## Meldeliste
| Team                        | Nr. | Fahrer               | Chassis           | Motor                | Reifen |
| --------------------------- | --- | -------------------- | ----------------- | -------------------- | ------ |
| Vodafone McLaren Mercedes   | 01  | Fernando Alonso      | McLaren MP4-22    | Mercedes-Benz 2.4 V8 | B      |
| Vodafone McLaren Mercedes   | 02  | Lewis Hamilton       | McLaren MP4-22    | Mercedes-Benz 2.4 V8 | B      |
| ING Renault F1 Team         | 03  | Giancarlo Fisichella | Renault R27       | Renault 2.4 V8       | B      |
| ING Renault F1 Team         | 04  | Heikki Kovalainen    | Renault R27       | Renault 2.4 V8       | B      |
| Scuderia Ferrari Marlboro   | 05  | Felipe Massa         | Ferrari F2007     | Ferrari 2.4 V8       | B      |
| Scuderia Ferrari Marlboro   | 06  | Kimi Räikkönen       | Ferrari F2007     | Ferrari 2.4 V8       | B      |
| Honda Racing F1 Team        | 07  | Jenson Button        | Honda RA107       | Honda 2.4 V8         | B      |
| Honda Racing F1 Team        | 08  | Rubens Barrichello   | Honda RA107       | Honda 2.4 V8         | B      |
| BMW Sauber F1 Team          | 09  | Nick Heidfeld        | BMW Sauber F1.07  | BMW 2.4 V8           | B      |
| BMW Sauber F1 Team          | 10  | Robert Kubica        | BMW Sauber F1.07  | BMW 2.4 V8           | B      |
| Panasonic Toyota Racing     | 11  | Ralf Schumacher      | Toyota TF107      | Toyota 2.4 V8        | B      |
| Panasonic Toyota Racing     | 12  | Jarno Trulli         | Toyota TF107      | Toyota 2.4 V8        | B      |
| Red Bull Racing             | 14  | David Coulthard      | Red Bull RB3      | Renault 2.4 V8       | B      |
| Red Bull Racing             | 15  | Mark Webber          | Red Bull RB3      | Renault 2.4 V8       | B      |
| AT&T Williams               | 16  | Nico Rosberg         | Williams FW29     | Toyota 2.4 V8        | B      |
| AT&T Williams               | 17  | Alexander Wurz       | Williams FW29     | Toyota 2.4 V8        | B      |
| Scuderia Toro Rosso         | 18  | Vitantonio Liuzzi    | Toro Rosso STR-02 | Ferrari 2.4 V8       | B      |
| Scuderia Toro Rosso         | 19  | Scott Speed          | Toro Rosso STR-02 | Ferrari 2.4 V8       | B      |
| Etihad Aldar Spyker F1 Team | 20  | Adrian Sutil         | Spyker F8-VII     | Ferrari 2.4 V8       | B      |
| Etihad Aldar Spyker F1 Team | 21  | Christijan Albers    | Spyker F8-VII     | Ferrari 2.4 V8       | B      |
| Super Aguri F1 Team         | 22  | Takuma Satō          | Super Aguri SA07  | Honda 2.4 V8         | B      |
| Super Aguri F1 Team         | 23  | Anthony Davidson     | Super Aguri SA07  | Honda 2.4 V8         | B      |

## Klassifikation

### Qualifying
| Pos. | Fahrer               | Konstrukteur       | Q1         | Q2         | Q3       | Start |
| ---- | -------------------- | ------------------ | ---------- | ---------- | -------- | ----- |
| 01   | Felipe Massa         | Ferrari            | 1:21,375   | 1:20,597   | 1:21,421 | 01    |
| 02   | Fernando Alonso      | McLaren-Mercedes   | 1:21,609   | 1:20,797   | 1:21,451 | 02    |
| 03   | Kimi Räikkönen       | Ferrari            | 1:21,802   | 1:20,741   | 1:21,723 | 03    |
| 04   | Lewis Hamilton       | McLaren-Mercedes   | 1:21,120   | 1:20,713   | 1:21,785 | 04    |
| 05   | Robert Kubica        | BMW Sauber         | 1:21,941   | 1:21,381   | 1:22,253 | 05    |
| 06   | Jarno Trulli         | Toyota             | 1:22,501   | 1:21,554   | 1:22,324 | 06    |
| 07   | Nick Heidfeld        | BMW Sauber         | 1:21,625   | 1:21,113   | 1:22,389 | 07    |
| 08   | Heikki Kovalainen    | Renault            | 1:21,790   | 1:21,623   | 1:22,568 | 08    |
| 09   | David Coulthard      | Red Bull-Renault   | 1:22,491   | 1:21,488   | 1:22,749 | 09    |
| 10   | Giancarlo Fisichella | Renault            | 1:22,064   | 1:21,677   | 1:22,881 | 10    |
| 11   | Nico Rosberg         | Williams-Toyota    | 1:21,943   | 1:21,968   | –        | 11    |
| 12   | Rubens Barrichello   | Honda              | 1:22,502   | 1:22,097   | –        | 12    |
| 13   | Takuma Satō          | Super Aguri-Honda  | 1:22,090   | 1:22,115   | –        | 13    |
| 14   | Jenson Button        | Honda              | 1:22,503   | 1:22,120   | –        | 14    |
| 15   | Anthony Davidson     | Super Aguri-Honda  | 1:22,295   | keine Zeit | –        | 15    |
| 16   | Vitantonio Liuzzi    | Toro Rosso-Ferrari | 1:22,508   | keine Zeit | –        | 16    |
| 17   | Ralf Schumacher      | Toyota             | 1:22,666   | –          | –        | 17    |
| 18   | Alexander Wurz       | Williams-Toyota    | 1:22,769   | –          | –        | 18    |
| 19   | Mark Webber          | Red Bull-Renault   | 1:23,398   | –          | –        | 19    |
| 20   | Adrian Sutil         | Spyker-Ferrari     | 1:23,811   | –          | –        | 20    |
| 21   | Christijan Albers    | Spyker-Ferrari     | 1:23,990   | –          | –        | 21    |
| 22   | Scott Speed          | Toro Rosso-Ferrari | keine Zeit | –          | –        | 22    |

Anmerkungen
1. ↑  Speed wurde erlaubt zu starten, da er im freien Training ausreichend schnell gefahren war.

### Rennen
| Pos. | Fahrer               | Konstrukteur       | Runden | Stopps | Zeit        | Start | Schnellste Runde |
| ---- | -------------------- | ------------------ | ------ | ------ | ----------- | ----- | ---------------- |
| 01   | Felipe Massa         | Ferrari            | 65     | 2      | 1:31:36,230 | 01    | 1:22,680 (14.)   |
| 02   | Lewis Hamilton       | McLaren-Mercedes   | 65     | 2      | + 6,790     | 04    | 1:22,876 (20.)   |
| 03   | Fernando Alonso      | McLaren-Mercedes   | 65     | 2      | + 17,456    | 02    | 1:22,966 (17.)   |
| 04   | Robert Kubica        | BMW Sauber         | 65     | 2      | + 31,615    | 05    | 1:23,129 (20.)   |
| 05   | David Coulthard      | Red Bull-Renault   | 65     | 2      | + 58,331    | 09    | 1:23,524 (18.)   |
| 06   | Nico Rosberg         | Williams-Toyota    | 65     | 2      | + 59,538    | 11    | 1:23,693 (60.)   |
| 07   | Heikki Kovalainen    | Renault            | 65     | 3      | + 1:02,128  | 08    | 1:22,980 (32.)   |
| 08   | Takuma Satō          | Super Aguri-Honda  | 64     | 2      | + 1 Runde   | 13    | 1:24,110 (23.)   |
| 09   | Giancarlo Fisichella | Renault            | 64     | 3      | + 1 Runde   | 10    | 1:23,560 (57.)   |
| 10   | Rubens Barrichello   | Honda              | 64     | 2      | + 1 Runde   | 12    | 1:24,287 (16.)   |
| 11   | Anthony Davidson     | Super Aguri-Honda  | 64     | 2      | + 1 Runde   | 15    | 1:24,291 (59.)   |
| 12   | Jenson Button        | Honda              | 64     | 3      | + 1 Runde   | 14    | 1:24,186 (64.)   |
| 13   | Adrian Sutil         | Spyker-Ferrari     | 63     | 2      | + 2 Runden  | 20    | 1:25,191 (57.)   |
| 14   | Christijan Albers    | Spyker-Ferrari     | 63     | 3      | + 2 Runden  | 21    | 1:25,260 (61.)   |
| –    | Nick Heidfeld        | BMW Sauber         | 46     | 2      | DNF         | 07    | 1:23,483 (22.)   |
| –    | Ralf Schumacher      | Toyota             | 44     | 2      | DNF         | 17    | 1:24,003 (37.)   |
| –    | Vitantonio Liuzzi    | Toro Rosso-Ferrari | 19     | 0      | DNF         | 16    | 1:25,207 (18.)   |
| –    | Kimi Räikkönen       | Ferrari            | 9      | 0      | DNF         | 03    | 1:23,475 (07.)   |
| –    | Scott Speed          | Toro Rosso-Ferrari | 9      | 0      | DNF         | 22    | 1:26,238 (06.)   |
| –    | Jarno Trulli         | Toyota             | 8      | 0      | DNF         | Box   | 1:26,094 (06.)   |
| –    | Mark Webber          | Red Bull-Renault   | 7      | 0      | DNF         | 19    | 1:26,323 (04.)   |
| –    | Alexander Wurz       | Williams-Toyota    | 1      | 0      | DNF         | 18    | –                |

Anmerkungen
1. ↑  Trulli blieb beim ersten Start stehen und musste das Rennen schließlich von der Boxengasse aus aufnehmen

## WM-Stände nach dem Rennen
Die ersten acht des Rennens bekamen 10, 8, 6, 5, 4, 3, 2 bzw. 1 Punkt(e).

### Fahrerwertung
| Pos. | Fahrer               | Konstrukteur     | Punkte |
| ---- | -------------------- | ---------------- | ------ |
| 01   | Lewis Hamilton       | McLaren-Mercedes | 30     |
| 02   | Fernando Alonso      | McLaren-Mercedes | 28     |
| 03   | Felipe Massa         | Ferrari          | 27     |
| 04   | Kimi Räikkönen       | Ferrari          | 22     |
| 05   | Nick Heidfeld        | BMW Sauber       | 15     |
| 06   | Robert Kubica        | BMW Sauber       | 8      |
| 07   | Giancarlo Fisichella | Renault          | 8      |
| 08   | Nico Rosberg         | Williams-Toyota  | 5      |
| 09   | David Coulthard      | Red Bull-Renault | 4      |
| 10   | Jarno Trulli         | Toyota           | 4      |
| 11   | Heikki Kovalainen    | Renault          | 3      |

| Pos. | Fahrer             | Konstrukteur       | Punkte |
| ---- | ------------------ | ------------------ | ------ |
| 12   | Takuma Satō        | Super Aguri-Honda  | 1      |
| 13   | Ralf Schumacher    | Toyota             | 1      |
| 14   | Alexander Wurz     | Williams-Toyota    | 0      |
| 15   | Rubens Barrichello | Honda              | 0      |
| 16   | Mark Webber        | Red Bull-Renault   | 0      |
| 17   | Anthony Davidson   | Super Aguri-Honda  | 0      |
| 18   | Jenson Button      | Honda              | 0      |
| 19   | Adrian Sutil       | Spyker-Ferrari     | 0      |
| 20   | Christijan Albers  | Spyker-Ferrari     | 0      |
| 21   | Vitantonio Liuzzi  | Toro Rosso-Ferrari | 0      |
| 22   | Scott Speed        | Toro Rosso-Ferrari | 0      |

### Konstrukteurswertung
| Pos. | Konstrukteur     | Punkte |
| ---- | ---------------- | ------ |
| 01   | McLaren-Mercedes | 58     |
| 02   | Ferrari          | 49     |
| 03   | BMW Sauber       | 23     |
| 04   | Renault          | 11     |
| 05   | Toyota           | 5      |
| 06   | Williams-Toyota  | 5      |

| Pos. | Konstrukteur       | Punkte |
| ---- | ------------------ | ------ |
| 07   | Red Bull-Renault   | 4      |
| 08   | Super Aguri-Honda  | 1      |
| 09   | Honda              | 0      |
| 10   | Spyker-Ferrari     | 0      |
| 11   | Toro Rosso-Ferrari | 0      |